# Kaze Hikaru
Kaze Hikaru (風光る Phong Quang) nghĩa là "Gió toả sáng", một bộ manga nổi tiếng của nữ mangaka Watanabe Taeko, được phát hành tại Nhật Bản từ năm 1997 bởi nhà xuất bản Shogakukan. Tại Việt Nam, truyện được phát hành hai lần bởi nhà xuất bản Trẻ, lần thứ nhất không có bản quyền, lần thứ hai có bản quyền. Đây là bộ truyện thuộc thể loại Shojo (truyện tranh dành cho thiếu nữ). Vào năm 2013, truyện được tái bản lần thứ nhất. "Kaze Hikaru" phát hành ở Bắc Mỹ nhờ VIZ Media và lưu hành trong VIZ bằng phương tiện truyền thông của Shojo Beat từ các tạp chí, cho đến tháng chín 2006, bộ truyện được thay thế bởi "Backstage Prince" (Hoàng tử hậu trường.) Năm 2003, Kaze Hikaru đạt giải thưởng Shogakukan Manga cho thể loại shōjo.
Manga này khai thác cùng đề tài lịch sử như Rurouni Kenshin, nhưng nó không u ám, đau đớn mà lại rất nhẹ nhàng, lãng mạn. Bởi đây là tác phẩm tâm đắc của Watanabe Taeko, một tác giả truyện tranh sở hữu phong cách vui tươi, lạc quan và sâu lắng. "Kaze Hikaru" nhìn vào lịch sử Nhật Bản bằng con mắt trong sáng và khách quan nhất, hơn nữa lại thấm đẫm tình yêu đằm thắm của người phụ nữ. Nếu "Rurouni Kenshin" cho ta thấy một mặt của cuộc chiến thời Bakumatsu (cuối Mạc Phủ/ thời Mạc Mạt) là phe nghĩa sĩ duy tân (Ishin Shishi) thì "Kaze Hikaru" sẽ cho ta thấy mặt bên kia - nhóm Shinsengumi, đối thủ của nghĩa sĩ duy tân.
Vào ngày 28 tháng 5 năm 2020, "Kaze Hikaru" đã được xuất bản chương cuối cùng tại Nhật, khép lại một manga kéo dài 23 năm.

## Nội dung
Câu truyện lấy bối cảnh cuối thời Bakumatsu, mở đầu với cuộc tuyển quân của nhóm Mibu Roshi năm 1863. Nhân vật nữ chính là Tominaga Sei, một cô gái trẻ có cha và anh trai bị Choushu (Nhưỡng Di) giết hại, đã giả nam nhi và gia nhập Mibu Roshi, sau này được biết đến với tên Shinsengumi, để trả thù. Tại đây, cô được đội trưởng đội một là Okita Souji hết lòng dìu dắt, anh cũng là người đầu tiên trong nhóm biết rõ thân phận của cô nhưng vẫn cho cô ở lại. Tuy nhiên, Okita luôn muốn Sei rời khỏi nhóm trước khi cô gặp chuyện nguy hiểm.
Sau này còn có thêm Akesato, Yamanami Keisuke và Saito Hajime phát hiện ra thân phận nữ nhi của Sei. Khi sống cuộc đời của một samurai tại doanh trại Shinsengumi, Sei đã trưởng thành hơn rất nhiều, cô cũng bắt đầu nhận ra mình đang yêu Okita Souji. Chuyện tình cảm của người thiếu nữ đó liệu có thành công, khi mà thời đại cô đang sống chẳng có chỗ nào cho tình yêu?

## Nhân vật chính

### Tominaga Sei
Thông tin chung:  

Sei - Kamiya

- Các tên gọi khác: Sei-chan (chỉ có Akesato gọi), Kamiya Seizaburou
- Tuổi khi xuất hiện trong truyện: 15
- Ngày sinh: Không rõ, chỉ biết Sei ra đời vào mùa xuân, khi hoa anh đào nở rộ.
- Cung hoàng đạo: Bạch Dương
- Chiều cao: Khoảng 1m60
- Giới tính: Nữ
- Gia đình: Mẹ mất sớm, cha và anh bị phe Chousu giết hại
- Chức vụ: Đội viên đội 1 –-> Thị đồng cho Yamanami –-> Đội viên đội 1 –-> Thị đồng cho Kondou ---> Thị đồng cho Hijikata.
- Là người trong mộng của: Okita Souji, Saitou Hajime.
- Câu nói nổi tiếng: "Onago ja arimasen. Watashi wa bushi desu" - "Tôi không phải là một cô gái. Tôi là một Samurai."

Tên giả của Sei là Kamiya Seizaburou. Cô là con gái út của thầy thuốc Tây y Tominaga Genan và Kamiya Rin – một phụ nữ thuộc dòng dõi quan thần của Shogun. Mẹ cô đã sớm qua đời vì bệnh tật khi Sei lên bốn tuổi. Anh trai Sei lớn hơn cô 7 tuổi, rất được cô rất yêu quý và ngưỡng mộ, tên là Tominaga Yuuma. Chính Yuuma đã truyền cho em gái lòng khát khao trở thành một Samurai chân chính, hai anh em họ cùng ấp ủ một hoài bão rất lớn lao là sẽ cả đời tận trung báo quốc với triều đình Mạc Phủ. Nhưng một ngày nọ, một đám người Chousu đã ập đến giết chết cha cùng anh của Sei rồi đốt trạm xá của gia đình cô. Bản thân cô may mắn thoát chết dù bị bỏng khá nặng ở ngực. Sau khi bình phục, Sei đã cắt tóc, cạo trọc đỉnh đầu, chỉ để chừa phần tóc mái đằng trước, để dễ dàng gia nhập vào Miburoushi-gumi (sau này trở thành Shinsengumi) với hi vọng trả thù kẻ đã giết cha và anh mình. Đó không phải một việc đơn giản, nhất là sau khi gia nhập, Sei phát hiện nhóm Miburoushi chẳng khác gì "cầm thú". Nhưng rồi, cô đã nhận ra những lý tưởng cao đẹp của Shinsengumi, nhìn thấy ưu điểm của các đồng đội xung quanh. Từ đó, Sei nguyện hiến cả đời mình cho Shinsengumi.
Trong tác phẩm của mình, Watanabe Taeko xây dựng nhân vật trong Shinsengumi hết sức dễ thương, gần gũi, có lẽ vừa để môi trường ấy hợp với nhân vật nữ chính, và đồng thời cũng để cho độc giả nhìn nhận được toàn diện hơn về Shinsengumi, những kẻ "luôn tươi cười vì ngày mai có thể chết bất cứ lúc nào." Chính vì khâm phục những con người kiên trung đó, Sei sau khi trả thù, đã chọn con đường ở lại nhóm, chấp nhận khó khăn gian khổ để trở thành một samurai. Và quan trọng hơn cả, cô muốn được ở bên cạnh Okita Souji – đội trưởng của mình. Rất nhẹ nhàng nhưng chắc chắn, tình yêu trong sáng thầm kín của cô gái nhỏ ấy dành cho Souji giống như bông hoa anh đào đang hé nụ. Dần dần, Souji cũng yêu Sei nhưng anh quá ngờ nghệch trong chuyện tình cảm để nhận ra. Chỉ đến lúc Sei đỡ một nhát chém cho anh và trọng thương ở chương 112, Souji mới phát hiện cô quan trọng với anh đến nhường nào. Khi Souji phát bệnh lao phổi, anh đã dành những ngày cuối đời để sống bình yên với Sei. Họ nên duyên vợ chồng mà không cần một đám cưới.
Trong chương cuối của "Kaze Hikaru", khoảng một năm sau khi Okita Souji qua đời vì bệnh lao, Sei tìm gặp Hijikata Toshizou để giao lại di thư và kỷ vật của anh. Hijikata đã rất đau khổ và khóc khi biết Souji qua đời. Sau khi giao kỉ vật của Souji, Sei muốn chết theo người mình yêu nhưng bị Hijikata mắng cho một trận, bảo rằng nguyện ước cuối cùng của Souji là cô phải sống. Sau đó dù tác giả không trực tiếp viết ra, nhưng theo những chi tiết trong truyện, có vẻ như Hijikata và Sei đã quan hệ tình dục với nhau như một cách để hai người giải tỏa nỗi đau mất Souji. Vài tháng sau, ở chỗ tị nạn do Hijikata sắp xếp cho Sei, cô phát hiện mình mang thai với Hijikata và vô cùng kinh ngạc.
Đến thời Minh Trị, Sei trở thành phụ tá của bác sĩ Matsumoto Ryojun, bạn của cha mình. Cô gặp lại Saitou Haijime, bấy giờ đang là cảnh sát của chế độ mới với cái tên Fujita Gorou, đồng thời cô có một cậu con trai khoảng 5, 6 tuổi. Cậu bé được đặt tên là Makoto phỏng theo chữ "Thành" trên lá cờ Shinsengumi. Cậu có vẻ ngoài giống hệt Souji lúc nhỏ (theo tác giả thì cậu mang linh hồn của anh) và đôi mắt to tròn giống mẹ. Khi cậu bé hỏi cha mình là ai, Sei chỉ tươi cười trả lời rằng khi nào lớn lên cô sẽ nói cho cậu biết, bây giờ Makoto chỉ cần hiểu một điều: "Con là con của một võ sĩ."

### Okita Souji
Thông tin chung: 

Okita Souji

- Tên thời niên thiếu: Okita Soujirou. Hồi nhỏ, anh thường bị Hijikata gọi trêu là "Souji", nghĩa là "quét dọn". Sau khi làm lễ Nguyên phục (lễ trưởng thành), anh đã lấy tên "Souji" (Tổng Tư), một từ đồng âm trái nghĩa với biệt danh Hijikata từng gọi.
- Tên gọi khác: Sou-chan, Souji (Kondou và Hijikata gọi); Okita-sensei (Sei và cấp dưới gọi); ngỗng đực, cá thờn bơn (Sei, Saitou Hajime và Akesato gọi)
- Tuổi khi xuất hiện trong truyện: 20
- Ngày sinh: 1/6/1844 (có giả thiết ghi là năm 1842)
- Cung hoàng đạo: Song Tử
- Giới tính: Nam
- Chiều cao: Khoảng 1m76
- Gia đình: Cha đã qua đời từ lâu, còn mẹ và 2 chị gái. Sau này, chị thứ của Okita xuất giá nên nhà chỉ còn mẹ, chị cả Mitsu và anh rể Rintarou.
- Chức vụ: Đội trưởng đội 1.
- Sở thích: Ăn đồ ngọt và chơi đùa với trẻ con.
- Là người trong mộng của: Tominaga Sei và nhiều nhân vật nữ phụ khác
- Câu nói nổi tiếng: "Watashi wa bushi desu kara"- "Bởi vì tôi là một Samurai."
- Tính cách: Okita là một thần tượng trong mắt mọi người lúc này, nhưng chỉ ngay sau đó, anh đã như một đứa trẻ. Lạnh lùng, tàn nhẫn là thế, nhưng cũng nồng ấm, đôn hậu và dễ mến là thế. Con người của Okita Souji là một ẩn số, và càng tìm hiểu thì người ta càng thấy thích thú hơn. Thần tượng của Okita là sư phụ Kondo. Bảng "thích nhất" của anh chàng này như sau: 1/ Sư phụ Kondo. 2/ Hijikata. 3/ Kamiya Seizaburou và rất nhiều người khác.

Okita Souji - đội trưởng đội 1 Shinsengumi, là người tốt bụng, yêu trẻ con, thích ăn đồ ngọt, được mệnh danh là kiếm sĩ số một Shinsengumi, nằm trong ba tay kiếm lừng danh nhất cùng với Saito Hajime và Nagakura Shinpachi. Souji rất hay trêu chọc Hijikata và làm nũng với cục trưởng Kondo.
Souji đã ra tay cứu mạng Sei khi gia đình cô bị sát hại. Anh cũng là người Sei yêu nhất và thề bảo vệ đến cùng, là người đầu tiên phát hiện ra thân phận nữ giả nam của Sei. Mặc dù Souji cho rằng Miburoushi, sau này trở thành Shinsengumi, không phải là nơi dành cho phái nữ, anh vẫn cho Sei ở lại. Tuy nhiên, tận trong lòng, Souji luôn muốn cô đi khỏi nhóm trước khi bị nguy hiểm tới tính mạng. Nói theo cách của anh, không người phụ nữ nào là không quý trọng mái tóc của mình, vì Sei đã chấp nhận cạo tóc, Okita sẽ không còn coi cô là con gái nữa.
Thực chất đây không phải là lần đầu tiên Sei và Souji gặp nhau. Hơn mười năm trước, khi Souji mới 10 tuổi, trong khi cùng Kondo Isami đến đền Hachiman ở Edo ngắm hoa anh đào nở, cậu bé đã bị lạc và khóc thật nhiều. Bỗng một cô bé chừng 4,5 tuổi xinh như búp bê, đôi mắt đen láy mở to, mặc kimono màu hồng bảo Souji: "Con của Samurai không được khóc." Cô bé còn nói với cậu một câu khiến cậu nhớ mãi cho tới sau này: "Phải nhân lúc còn nhỏ khóc thật nhiều, để khi lớn lên thì không được khóc nữa mà phải hết lòng phụng sự ngài Shogun." Hóa ra cô bé đó cũng bị lạc mất người thân nhưng vẫn cố gắng nhịn khóc, mắt luôn mở to nhìn về phía trước. Tới khi tìm thấy anh trai, cô liền chạy đến ôm chầm lấy anh mình và khóc nức nở. Cô bé kì lạ đã tiếp thêm cho cậu bé Souji sức mạnh, ý chí để trở thành một samurai tài giỏi trong tương lai. Không ai có thể ngờ rằng cô bé ngày xưa lại chính là Sei – Kamiya bây giờ.
Ngọn lửa bồng bột và dữ dội trong Sei có thể bùng cháy lên bất cứ lúc nào, và có lẽ thứ duy nhất có thể xoa dịu ngọn lửa ấy là nụ cười rạng rỡ của Souji. Anh không chỉ là người Sei yêu nhất, người khiến cho cô cảm phục mà quyết tâm ở lại cùng Shinsengumi, anh còn là một người thầy, người bảo vệ che chở cho Sei. Cô hoàn toàn tin tưởng và kính trọng Souji. Tuy cô không phải là kiểu nhân vật yếu đuối thích nấp sau lưng người khác, nhưng những lúc có Souji bên cạnh, Sei luôn được bờ vai ấy bảo bọc. Không những vậy, anh luôn luôn đối xử ôn hòa, tốt bụng, thân thiện với mọi người và thuộc cấp của mình. Đối với Sei, Okita có đủ mọi ưu điểm khiến bất cứ ai cũng phải quý mến.
Tuy nhiên "nhân vô thập toàn", con người ai cũng có điểm được điểm mất. Souji là chàng trai tuyệt vời như vậy, nhưng trong chuyện tình cảm, anh lại rất... ngố (tới nỗi Sei lẫn Saito đều gọi anh là "đồ ngỗng đực", "cá thờn bơn"). Thậm chí Souji còn không tự nhận ra được tình cảm mình dành cho Sei. Đối với anh, việc quan tâm đến Sei dường như là một điều rất hiển nhiên, giống như là sự quan tâm của anh cả đối với một người em út trong gia đình. Nhưng đó cũng chính là điểm khiến nhân vật Okita Souji trở nên đáng yêu hơn.
Trong bộ truyện, tác giả có dành một phần để nói về thời thơ ấu của anh. Souji là con út trong gia đình võ sĩ cấp thấp, dù không giàu có nhưng hạnh phúc và gia giáo, anh có hai chị gái là Mitsu và Rin. Năm Souji chưa đầy một tuổi thì người cha lâm bệnh qua đời, để lại đứa con trai còn quá nhỏ để kế thừa chức vụ. Vì vậy suất gạo bổng lộc cấp cho gia đình Souji bị cắt mất. Người mẹ phải đơn thân nuôi hai con gái và con trai út, vì tự trọng nên bà không quay về xin cha mẹ ruột giúp đỡ. Do gia cảnh quá khốn khó, chị cả Mitsu đã đồng ý kết hôn với một hưng sĩ (cấp bậc tương đương võ sĩ nhưng làm nông) khi mới 14 tuổi, để nhà Okita có người đàn ông làm trụ cột. Tới năm Souji lên tám, gia đình anh lâm vào cảnh ngặt nghèo khi mẹ mắc bệnh phong thấp, tiền điều trị khiến gia cảnh nhà Okita thêm lụn bại. Chị cả Mitsu và chồng đành gửi anh đến đạo trường Shieikan (Thí Vệ Quán) của nhà Kondo cho ông bà chủ nuôi nấng. Ở đây, bà vợ ông Kondou do hiểu lầm Souji là con rơi của chồng nên có phần ác cảm và đối xử khắc nghiệt với Souji, bắt anh phải làm việc nhà không ngừng nghỉ. Anh đã rất tủi thân, lúc nào cũng khóc. Cho đến khi anh gặp Kondou Isami (con trai nuôi nhà Kondou) và Hijikata Toshizou. Kondou là người rất tốt bụng, nghĩa hiệp và luôn che chở anh. Souji vô cùng ngưỡng mộ người này và thầm nhủ sẽ dành cuộc đời của anh để đưa Kondo lên đỉnh cao, giống như ngọn gió nâng cánh diều. Hijikata lúc đó thì luôn luôn trêu chọc và bắt nạt Souji, nhưng thực chất anh ta lại rất hay mắc cỡ và quan tâm đến cậu bé theo cách riêng. Hijikata cũng là người phát hiện tư chất kiếm thuật của Souji. Khi biết xung quanh mình có những người tuyệt vời như vậy, Souji thực sự đã mạnh mẽ và kiên cường hơn rất nhiều.
Theo mạch truyện "Kaze Hikaru", cùng với tình yêu ngày càng lớn của Sei, Souji cũng từ từ phát triển tình cảm lãng mạn dành cho cô. Trong chương 112, trong một cuộc vây bắt các sát thủ của chí sĩ Duy Tân, Sei đã chịu một nhát chém chí mạng thay cho Souji. Khi đó, anh gần như mất lý trí và "chém người giết Sei bằng tất cả sự thù hận". Từ trước đến giờ, Souji luôn trân trọng từng người mà anh giết hại, nụ cười của anh là để an ủi vong linh người đã khuất nhằm giúp họ mau chóng siêu thoát. Bởi vậy lúc anh thẳng tay giết chết kẻ đã chém Sei, độc giả mới hiểu được tình yêu tha thiết của anh dành cho cô. Trong tập 24, khi Sei bị tình nghi đã giúp đỡ chí sĩ Duy Tân Sakamoto trốn thoát, Souji đã đổ tất cả nguyên nhân lên đầu của mình, trách móc bản thân "đã không kiên quyết đuổi Sei khỏi Shinsengumi", "đã giữ Sei vì sự thương hại", "đã phớt lờ sự lương thiện không cần thiết trong môi trường của quỷ dữ của Sei". Souji gần như không ăn uống gì và luôn dằn vặt trong buổi tối trước ngày Sei bị xử tử. Sau đó, trong buổi định tội, Souji đã chấp nhận làm người làm chứng cho Sei, hơn thế nữa còn xin được "tự xử" vì trách nhiệm nuôi dạy Sei không tốt - điều mà ngay cả Hijikata cũng không thể tin được. Và như vậy, Souji cũng đã gián tiếp khẳng định mình không thể sống thiếu Sei. Điều này đã được gián tiếp lặp lại trong chương "Lời tự thú của cỏ và gió". Bởi vì với Souji, Senrizawa là ân sư, Kondou và Hijikata là cha mẹ, nhưng Sei mới là cuộc sống.
Ở chương gần cuối của "Kaze Hikaru", sau một thời gian dài chiến đấu với bệnh tật, Souji đã ra đi thanh thản trên giường bệnh. Trước khi chết, anh đã giao Sei lại cho Hijikata chăm sóc. Anh còn cắt mái tóc dài của mình, giao mớ tóc đó cho Sei để cô chuyển cho Hijikata làm kỷ vật.

### Saito Hajime
Thông tin chung:

Saitou Hajime

Tên gọi khác: Aniue (Anh trai, đại ca – chỉ có Sei mới gọi như vậy), Yamaguchi Hajime, Inoue Denpachi, Fujita Gorou
- Tuổi khi xuất hiện trong truyện: 20
- Ngày sinh: 19/2/1844
- Cung hoàng đạo: Bảo Bình
- Giới tính: Nam
- Chiều cao: Khoảng 1m74
- Chức vụ: Đội trưởng đội 3; mật thám của Katamori (lãnh chúa Aizu) trực tiếp phái đến Shinsengumi. Sau này là mật thám của Hijikata, làm nhiệm vụ theo dõi Itou Kshitarou khi hắn đào ngũ khỏi Shinsengumi.
- Rất thích: Kamiya Seizaburou
- Sở thích: Uống rượu sakê, Saito có biệt tài là say cỡ nào cũng không đổi nét mặt, chỉ có toàn thân là đỏ lừ.
- Câu nói nổi tiếng: "Nếu là người, xin được làm Samurai. Nếu là hoa, xin được làm hoa anh đào. Bởi lẽ anh đào và samurai khi rơi rụng đều thanh cao lẫm liệt."

Hajime được coi như một trong số ít người có thể tranh giành danh hiệu kiếm sĩ giỏi nhất Shinsengumi với Okita, anh cũng là nhân vật có khuôn mặt hài hước nhất trong Kaze Hikaru. Khuôn mặt của anh hầu như không bao giờ biểu lộ cảm xúc. Tuy nhiên ẩn sau vẻ lạnh lùng, phớt tỉnh đó lại là một tình yêu trầm lặng dành cho Kamiya. Mặc dù không biết chắc chắn Sei là con gái, nhưng Saitou vẫn rất có cảm tình với Sei. Có lẽ Saitou xứng đáng với biệt danh "người bảo vệ âm thầm đáng tin cậy" cho Sei. Nếu so với Okita, Saitou là người nhạy cảm hơn, điềm tĩnh, nghiêm túc và chín chắn hơn rất nhiều (mặc dù anh bằng tuổi Okita). Nhưng trái tim là thứ không thể sai khiến, vì thế nên Sei vẫn luôn hướng tới Okita, còn Saitou vẫn lặng lẽ... dõi theo Sei.
Nguyên nhân khiến Sei yêu quý và thân với Saitou, phần lớn bởi vì Saitou quá giống anh trai Yuuma quá cố của cô, nhất là ở giọng nói. Mỗi lần đứng cạnh Saitou, Sei lại không kìm được lòng nhớ đến anh trai. Có lẽ đây là một điều bất hạnh lớn với Saitou, vì dù thế nào đi nữa, trong tim Sei, Saitou cũng chỉ là một "Aniue" – anh trai mà thôi. Dù biết Sei gần gũi mình vì anh quá giống anh trai của cô, Saitou luôn dành cho cô một tình yêu đặc biệt. Anh đã chọn cho mình cách riêng để bảo vệ Sei, đó là lặng thầm dõi theo và có mặt khi Sei cần ai đó đáng tin cậy để tìm một lời khuyên hay sự chỉ dẫn. Ở chap 110, khi Saito vô tình phát hiện ra cô là con gái, anh rất tức giận và muốn báo cáo với Phó cục trưởng Hijikata để đuổi Sei ra khỏi nhóm, sau đó cưới cô làm vợ. Tuy nhiên, Saito dần dần hiểu rằng Sei chỉ yêu duy nhất một mình Okita, nếu buộc cô rời xa Okita, cô nhất định sẽ đau khổ vô cùng. Anh quyết định chọn giải pháp im lặng, tiếp tục ôm giữ mối tình câm của mình và âm thầm vun đắp cho hạnh phúc của Sei.
Saitou được nhớ đến nhiều không chỉ bởi nét mặt mà còn bởi những tâm sự thầm kín của anh, vì anh khiến độc giả cười khúc khích khi đọc những "nỗi lòng thầm kín của Saitou".

## Các nhân vật phụ

### Nhóm Shinsengumi
- Kondou Isami

Có thể nói, cục trưởng Kondou là linh hồn của nhóm Shinsengumi. Kondo là một người nhiệt huyết, hết lòng tận trung vì Shogun. Nói theo cách của Yamanami Keisuke, thì dù chính quyền Mạc phủ có thối nát đến đâu, ung nhọt đến đâu, thì Kondou cũng sẽ dùng hết sức mình hút hết những ung nhọt và máu độc đó ra, có phải hi sinh tính mạng mình, ông vẫn luôn giữ tròn khí tiết của một samurai. Chính điều ấy đã lay động các thành viên Shinsengumi, và không ít người nguyện hi sinh vì Kondou. Kondo từng nói với Hijikata rằng Shinsengumi là đứa con chung của họ, nếu người cha Kondo xảy ra chuyện gì, mọi sự sẽ phải giao phó vào tay người mẹ của Shinsengumi là Hijikata.
Tính cách: Tuy Kondou là chỉ huy tối cao của Shinsengumi nhưng không phải một nhân vật nghiêm nghị, lạnh lùng. Ông hết sức hiền hậu, nhân từ và chất phác. Đây là điểm khiến mọi người càng khâm phục, yêu quý cục trưởng Kondou Isami và luôn hết lòng vì Shinsengumi.
- Hijikata Toshizo

Tính cách: Rất nghiêm khắc và kỉ luật, nhưng hay mắc cỡ, cáu kỉnh, rất sợ những tên đồng tính luyến ái, tiêu biểu là Itou. Sở dĩ anh ta bị như vậy là do năm 11 tuổi, Hijikata đã suýt bị ông chủ tiệm ở chỗ làm thuê… lạm dụng, nhưng may mắn thoát được. Là người giúp Souji thực hiện di thư "giúp Sei sống sót", trong quan hệ duy nhất đã đem lại cho Sei "đứa con của võ sĩ", tiếp nối truyền thống và tinh thần võ sĩ đạo.
Cái tên gọi "phó cục trưởng ma quỷ" bắt nguồn từ sự lạnh lùng, tàn nhẫn đáng sợ mà chúng ta có thể bắt gặp thường xuyên ở Hijikata. Nghe đồn trẻ con gặp phải anh thì sẽ… khóc không ra tiếng! Lúc nào khuôn mặt Hijikata cũng cau có, nghiêm khắc, đôi khi làm người ta có cảm giác "không có tình người". Tuy nhiên, nếu nhìn sâu hơn vào con người của Hijikata, bạn sẽ hiểu rằng anh không phải là một người tàn ác đến như vậy. Cái cảm giác "máu lạnh" Hijikata hay mang lại chỉ là vẻ ngoài của anh. Có lẽ bởi vì Kondou quá hiền lành nên Hijikata phải lạnh - lùng - tàn - nhẫn thì mới có thể duy trì và phát triển được nhóm Shinsengumi. Nhờ có sự nghiêm minh, khắt khe của Hijikata mà Shinsengumi sau này trở nên nổi tiếng trong lịch sử.
Đằng sau bộ mặt lạnh lùng mà Hijikata biểu lộ, anh là người nhạy cảm, lãng mạn, rất thích làm thơ haiku, lấy bút danh "Hyougyouku". Tựa đề manga Kaze Hikaru lấy từ cảm hứng của một trong những bài thơ do Hijikata sáng tác.
- Yamanami Keisuke

Yamanami có đôi nét tương đồng với Kondou ở tính cách hiền lành, dễ chịu và luôn quan tâm đến mọi người. Ông còn là người có kiến thức sâu rộng và lòng ham học đáng nể. Yamanami là người thứ hai trong nhóm Shinsengumi phát hiện ra bí mật của Sei (thực ra là do Akesato tiết lộ). Không những không trừng phạt, Yamanami còn tìm cách "bao che" cho Sei nữa. Đúng là một người đàn ông tốt bụng. Tuy nhiên, cuối cùng Yamanami lại phải nhận lấy hình phạt xử mổ bụng. Nếu như Kondou tuyệt đối trung thành với Mạc phủ, thì Yamanami nhìn nhận ra được sự xuống dốc của Mạc phủ. Thế nhưng, Yamanami lại là người tuỵệt đối trung thành với Kondou. Có lẽ sự mâu thuẫn ấy đã khiến anh tự cho mình phải chịu hình phạt nặng nhất: mổ bụng theo cách của một samurai.
- Itou Kashitarou

Itou xuất hiện ở tập 10 của truyện phát hành ở Việt Nam, đây là một người có tài hùng biện và duyên dáng, rất thu hút các thành viên của nhóm Shinsengumi, ngoại trừ Sei, Okita, Saitou và Hijikata. Itou Kashitarou đảm nhiệm việc dạy về văn học - nghệ thuật cho Shinsengumi. Nhờ khả năng "rót mật vào tai" người khác, các tiết học của Itou luôn được Shinsengumi yêu thích. Một đặc điểm quan trọng ở Itou là anh ta rất thích cái đẹp, vì thế dù đã có cô vợ rất xinh, anh ta vẫn không thể không "ngả lòng" trước những người đẹp, bất kể là trai hay gái. Tuy nhiên, Itou lại chẳng hề mảy may để ý tới Okita Souji, anh chàng khá là đẹp trai trong mắt các cô gái và độc giả của Kaze Hikaru. Tác giả Watanabe Taeko chú thích điều này bằng câu: "Hình như không có hứng thú với cá thờn bơn!" (cười)"
Nhìn bề ngoài, Itou có vẻ không dính dáng đến chính trị mà chỉ thích "người đẹp", nhưng đó không phải là toàn bộ con người Itou. Thực chất, anh ta là một người rất xảo quyệt, gian manh và tham vọng. Thậm chí cả việc anh ta tham gia vào nhóm Shinsengumi cũng không thể tin tưởng được hoàn toàn, và sau này Itou đã bỏ nhóm, kéo theo cả Toudou Heisuke cùng đi. Itou đang nung nấu kế hoạch lật đổ Shinsengumi. Trên nguyên tắc, Shinsengumi tận trung Mạc Phủ Tokugawa, Itou tận trung với Thiên Hoàng. Itou đã nhìn ra sự hủ bại của Tokugawa và quyết định lật đổ nó, nhưng trước hết cần phá hủy những kẻ trung thành của Tokugawa: Shinsengumi. 
- Toudou Heisuke
- Nagakura Shinbachi
- Harada Sanosuke
- Inoue Genzanborou

### Nhân vật khác
- Akesato Meiko:

Akesato từng là người yêu của anh trai Tominaga Sei, làm việc như một Geisha ở khu kỹ viện Gion. Sau khi anh chết, cô phải bán thân vào khu kỹ viện Shimabara để kiếm tiền lo cho người cha bệnh tật của mình. Nhờ vào tính cách, nhan sắc, cô được trở thành Tenshin - kỹ nữ cao cấp chỉ thua Tayuu. Akesato là người vợ, người chị và người mẹ đáng mong đợi của bất kì ai, bởi cô rất hiền dịu, tâm lý, đảm đang, đáng tin cậy và ngọt ngào. Ở bên cạnh Akesato là lúc duy nhất Sei có thể trở về làm một cô gái đúng nghĩa, Akesato cũng là người duy nhất mà Sei có thể nhờ cậy vào những ngày "có tháng". Buồn thay, Akesato lại bất hạnh trong chuyện tình duyên. Anh trai Sei mất, cô phải bán mình vào lầu xanh. Gặp được Yamanami, những tưởng đã tìm thấy hạnh phúc, cuối cùng tình yêu của họ cũng không thành. Ban đầu Akesato định tìm đến cái chết, may mắn thay cô được mọi người cứu và dần tìm lại hi vọng sống. Sau này, Akesato được chuộc thân khỏi lầu xanh bằng tiền của Yamanami gửi lại trước khi qua đời, từ đó cô chính thức thoát khỏi kiếp Geisha. Hiện giờ, cô đang sống chung với cậu bé mồ côi Mabou với cái tên mới "Sato".
- Matsumoto Ryojun:

Đại y Pháp Nhãn Matsumoto vốn là đồng nghiệp và cũng là bạn cũ của cha Sei. Ông luôn giúp đỡ Sei hết lòng khi cô cần, thậm chí sau này còn xem cô như con gái và thường thúc giục Souji cưới cô làm vợ. Ngoài ra, ông còn rất thích những chuyện thú vị và hay mắc cỡ. Chính Matsumoto đã bịa ra bệnh "Như tâm thiên" để giúp Sei thoát khỏi những phiền phức trong Shinsengumi. Matsumoto Ryojun là một thầy thuốc giỏi, tinh tường, nghiêm khắc nhưng cũng không kém phần hài hước.

## Bài thơ haiku liên quan đến tựa truyện
Tác giả: Hijikata Toshizo. Bài thơ có thật này xuất hiện ở tập 5 manga "Kaze Hikaru" (xuất bản tại Việt Nam). Tác giả Watanabe đã lấy ý tưởng tựa truyện từ câu đầu tiên của bài thơ.
- Tiếng Nhật:

風光る
まこと　の　はたに
花ごろ　も
Kaze hikaru 
Makoto no hata ni 
Hana goro mo 
- Tiếng Anh:

Wind shines
Around truth's flag
And the symphony of flowers as well.
- Tiếng Việt:

Gió sáng
Xung quanh lá cờ chữ "Thành"
Và bản giao hưởng của những bông hoa.